# Tapinoma minor
Tapinoma minor é uma espécie de formiga do gênero Tapinoma.